# Hilbertshausen
Hilbertshausen ist ein Gemeindeteil von Ellzee im schwäbischen Landkreis Günzburg in Bayern.

## Lage
Der Weiler Hilbertshausen liegt circa drei Kilometer südlich von Ellzee an der Kreisstraße GZ 1.

## Sehenswürdigkeiten

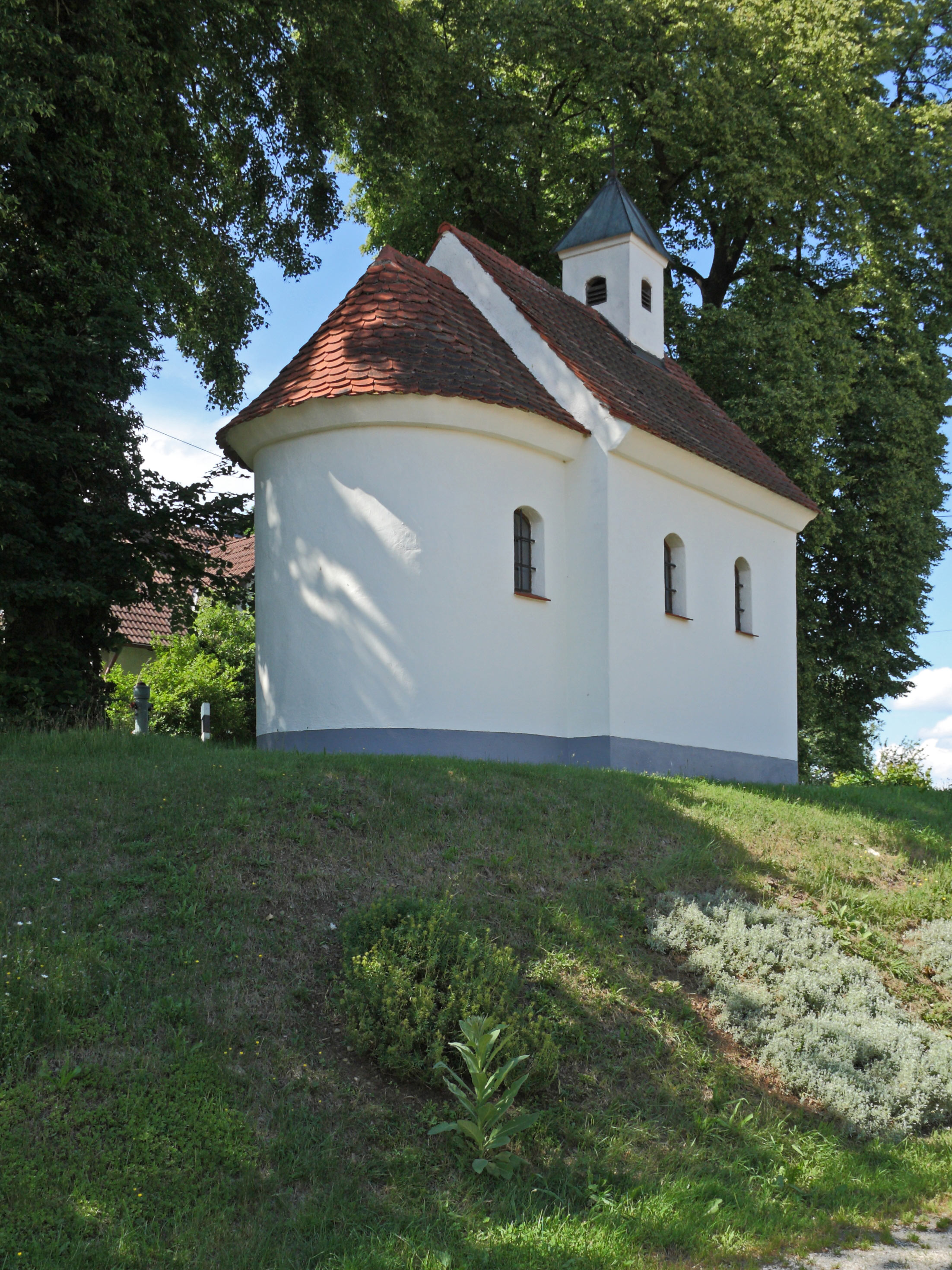
Kapelle St. Maria

Siehe auch: Liste der Baudenkmäler in Hilbertshausen
- Kapelle St. Maria